# العلاقات المالديفية اليمنية
العلاقات المالديفية اليمنية هي العلاقات الثنائية التي تجمع بين المالديف واليمن.

## مقارنة بين البلدين
هذه مقارنة عامة ومرجعية للدولتين:
| وجه المقارنة                                              | [[تصنيف:صفحات تستخدم رمز علم غير موجود\|]] المالديف | اليمن                   |
| --------------------------------------------------------- | --------------------------------------------------- | ----------------------- |
| المساحة (كم2)                                             | 298                                                 | 555.00 ألف              |
| عدد السكان (نسمة)                                         | 436.33 ألف                                          | 28.25 مليون             |
| الكثافة السكانية (ن./كم²)                                 | 146.42 ألف                                          | 50.9                    |
| العاصمة                                                   | ماليه                                               | صنعاء عدن (عاصمة مؤقتة) |
| اللغة الرسمية                                             | اللغة الديفهي                                       | اللغة العربية           |
| العملة                                                    | روفيه مالديفية                                      | ريال يمني               |
| الناتج المحلي الإجمالي (بليون دولار)                      | 4.60 مليار                                          | 18.21 مليار             |
| الناتج المحلي الإجمالي (تعادل القوة الشرائية) بليون دولار | 5.23 مليار                                          | 75.69 مليار             |
| الناتج المحلي الإجمالي الاسمي للفرد دولار أمريكي          | 8.39 ألف                                            | 1.41 ألف                |
| الناتج المحلي الإجمالي للفرد دولار أمريكي                 | 12.53 ألف                                           |                         |
| مؤشر التنمية البشرية                                      | 0.706                                               | 0.498                   |
| رمز المكالمات الدولي                                      | +960                                                | +967                    |
| رمز الإنترنت                                              | .mv                                                 | .ye                     |
| المنطقة الزمنية                                           | ت ع م+05:00                                         | ت ع م+03:00             |

## منظمات دولية مشتركة
يشترك البلدان في عضوية مجموعة من المنظمات الدولية، منها:
| علم المنظمة | اسم المنظمة                        | تاريخ انضمام المالديف | تاريخ انضمام اليمن |
| ----------- | ---------------------------------- | --------------------- | ------------------ |
|             | يونسكو                             | 18 يوليو 1980         | 2 أبريل 1962       |
|             | مؤسسة التمويل الدولية              | 2 فبراير 1983         | 22 مايو 1970       |
|             | منظمة التعاون الإسلامي             | ?                     | ?                  |
|             | منظمة حظر الأسلحة الكيميائية       | ?                     | ?                  |
|             | مؤسسة التنمية الدولية              | 13 يناير 1978         | 22 مايو 1970       |
|             | وكالة ضمان الاستثمار متعدد الأطراف | 19 مايو 2005          | 12 مارس 1996       |
|             | الاتحاد البريدي العالمي            | ?                     | ?                  |
|             | منظمة الشرطة الجنائية الدولية      | ?                     | ?                  |
|             | الأمم المتحدة                      | 21 سبتمبر 1965        | 30 سبتمبر 1947     |
|             | الاتحاد الدولي للاتصالات           | 28 فبراير 1967        | 1931               |
|             | البنك الدولي للإنشاء والتعمير      | 13 يناير 1978         | 3 أكتوبر 1969      |

## وصلات خارجية
- موقع وزارة الخارجية المالديفية